# 1. Fußball-Club Saarbrücken (femminile)
L'1. Fußball-Club Saarbrücken, citato nella sua forma contratta come 1. FC Saarbrücken e noto più semplicemente come Saarbrücken, è una squadra di calcio femminile professionistico tedesca, sezione femminile dell'omonimo club con sede a Saarbrücken, capitale del Land tedesco del Saarland. Istituita nel 1997, milita nella Fußball-Regionalliga, terza serie del campionato tedesco.
Arrivata più volte a disputare la Frauen-Bundesliga, livello di vertice del campionato nazionale, i maggiori risultati ottenuti dalla squadra sono il settimo posto in Bundesliga nel campionato 1998-1999, al quale si aggiungono il primo posto nel girone sud di 2. Frauen-Bundesliga, conquistato al termine dei campionati 2006-2007 e 2008-2009, e la finale dell'edizione 2007-2008 della DFB-Pokal der Frauen, la Coppa di lega femminile della Germania, persa 5-1 con le rivali dell'1. FFC Francoforte.

## Palmarès
- Campionato tedesco di seconda divisione: 2

2006-2007, 2008-2009

### Altri piazzamenti
- Coppa di Germania: 1

Finalista 2007-2008

## Organico

### Rosa 2020-2021
Rosa, ruoli e numeri di maglia estratti dal sito societario e aggiornati al 28 agosto 2020.
| N. |                     | Ruolo | Calciatrice          |
| -- | ------------------- | ----- | -------------------- |
| 4  | Germania (bandiera) | C     | Celine Preuß         |
| 5  | Germania (bandiera) | D     | Kerstin Bogenschütz  |
| 9  | Polonia (bandiera)  | A     | Julia Matuschewski   |
| 11 | Germania (bandiera) | C     | Leonie Stöhr         |
| 13 | Germania (bandiera) | C     | Milena Fischer       |
| 14 | Germania (bandiera) | D     | Michaela Drescher    |
| 16 | Giappone (bandiera) | A     | Rie Nishibayashi     |
| 19 | Germania (bandiera) | C     | Sabrina Braunschweig |
| 20 | Germania (bandiera) | C     | Michelle Reifenberg  |
| 22 | Francia (bandiera)  | A     | Valérie Fogel        |

| N. |                        | Ruolo | Calciatrice          |
| -- | ---------------------- | ----- | -------------------- |
| 30 | Germania (bandiera)    | A     | Marie Steimer        |
| 34 | Slovacchia (bandiera)  | P     | Patrícia Chládeková  |
| 35 | Germania (bandiera)    | D     | Annika Dincher       |
|    | Germania (bandiera)    | P     | Aline Allmann        |
|    | Germania (bandiera)    | A     | Nadine Anstatt       |
|    | Germania (bandiera)    | A     | Nora Clausen         |
|    | Stati Uniti (bandiera) | A     | Gloria Douglas       |
|    | Germania (bandiera)    | A     | Dalina Heckmann      |
|    | Slovacchia (bandiera)  | C     | Dominika Koleničková |
|    | Germania (bandiera)    | C     | Lisa Mayer           |